# Железа (наказание)
Железа — любые виды заковывания и приковывания в древнем русском праве (так называемое «посажение в железа»).
В кратком изображении процессов Петра Великого заключение в железа отнесено к обыкновенным телесным наказаниям, при этом сказано, что оно состоит в сковывании рук и ног. Воинские артикулы назначали это наказание за маловажные проступки нижних чинов, на различные сроки, начиная от одних суток. Со времени издания Военно-уголовного устава 1839 года посажение в железа как наказание в российском законодательстве больше не встречалось.